# Ервіс Края
Ервіс Края (алб. Ervis Kraja, нар. 26 червня 1983, Шкодер) — албанський футболіст, захисник клубу «Влазнія».

## Клубна кар'єра
У дорослому футболі дебютував 2001 року виступами за команду клубу «Бесаліджа», в якій провів два сезони. Своєю грою за цю команду привернув увагу представників тренерського штабу клубу «Влазнія», до складу якого приєднався в липны 2003 року. Відіграв за команду зі Шкодера наступні два сезони своєї ігрової кар'єри.
2005 року уклав контракт з клубом «Беса», у складі якого провів наступні півтора року своєї кар'єри гравця. Більшість часу, проведеного у складі «Беси», був основним гравцем захисту команди.
На початку 2007 року футболіст перейшов в грецький «Іракліс», де так і не зміг закріпитись, через що вже в липні того ж року повернувся в «Бесу», але зігравши лише 2 матчі в Кубку УЄФА, в серпні став гравцем «Влазнії».
На початку 2008 року перейшов в ужгородське «Закарпаття». У Вищій лізі дебютував 8 березня 2008 року в матчі проти київського «Арсеналу» (0:0), відігравши увесь матч. До кінця сезону албанець зіграв у 9 матчах чемпіонату і забив 1 гол, але за його підсумками команда зайняла останнє місце і вилетіла в першу лігу. Незважаючи на це Ервіс продовжив виступи за ужгородський клуб і зіграв до кінця року ще у 14 матчах та забив 2 голи.
На початку 2009 року повернувся на батьківщину, де став виступати за клуби «Беса», «Скендербеу», «Влазнія», «Теута» та «Динамо» (Тирана).
До складу клубу «Влазнія» приєднався на початку 2012 року. Відтоді встиг відіграти за команду зі Шкодера 32 матчі в національному чемпіонаті.

## Виступи за збірні
2001 року дебютував у складі юнацької збірної Албанії, взяв участь у 5 іграх на юнацькому рівні.
Протягом 2004–2005 років залучався до складу молодіжної збірної Албанії. На молодіжному рівні зіграв у 4 офіційних матчах.

## Статистика виступів

### Статистика клубних виступів
| Сезон                  | Команда                | Чемпіонат              | Чемпіонат | Чемпіонат | Національний кубок | Національний кубок | Національний кубок | Континентальні кубки | Континентальні кубки | Континентальні кубки | Інші змагання | Інші змагання | Інші змагання | Усього | Усього |
| Сезон                  | Команда                | Ліга                   | Ігор      | Голів     | Ліга               | Ігор               | Голів              | Ліга                 | Ігор                 | Голів                | Ліга          | Ігор          | Голів         | Ігор   | Голів  |
| ---------------------- | ---------------------- | ---------------------- | --------- | --------- | ------------------ | ------------------ | ------------------ | -------------------- | -------------------- | -------------------- | ------------- | ------------- | ------------- | ------ | ------ |
| 2001-02                | «Бесаліджа»            | С                      | ?         | ?         | КА                 | 0                  | 0                  | —                    | —                    | —                    | —             | —             | —             | 0+     | 0+     |
| 2002-03                | «Бесаліджа»            | С                      | ?         | ?         | КА                 | 0                  | 0                  | —                    | —                    | —                    | —             | —             | —             | 0+     | 0+     |
| Усього за «Бесаліджу»  | Усього за «Бесаліджу»  | Усього за «Бесаліджу»  | ?         | ?         |                    | 0                  | 0                  |                      |                      |                      |               |               |               | 0+     | 0+     |
| 2003-04                | «Влазнія»              | С                      | ?         | ?         | КА                 | 0                  | 0                  | —                    | —                    | —                    | —             | —             | —             | 0+     | 0+     |
| 2004-05                | «Влазнія»              | С                      | 1         | 0         | КА                 | 0                  | 0                  | —                    | —                    | —                    | —             | —             | —             | 1+     | 0+     |
| 2005-06                | «Беса»                 | С                      | 1         | 0         | КА                 | 0                  | 0                  | —                    | —                    | —                    | —             | —             | —             | 1+     | 0+     |
| 2006-січ. 2007         | «Беса»                 | С                      | 13        | 4         | КА                 | 0                  | 0                  | —                    | —                    | —                    | —             | —             | —             | 13     | 4      |
| січ.-чер. 2007         | «Іракліс»              | СЛ                     | 0         | 0         | КГ                 | 0                  | 0                  | —                    | —                    | —                    | —             | —             | —             | 0      | 0      |
| сер. 2007              | «Беса»                 | С                      | 0         | 0         | КА                 | 0                  | 0                  | КУЄФА                | 2                    | 0                    | —             | —             | —             | 2      | 0      |
| 2007-січ. 2008         | «Влазнія»              | С                      | 6         | 0         | КА                 | 1                  | 1                  | —                    | —                    | —                    | —             | —             | —             | 7      | 1      |
| січ.-чер. 2008         | «Закарпаття»           | ВЛ                     | 9         | 1         | КУ                 | 0                  | 0                  | —                    | —                    | —                    | —             | —             | —             | 9      | 1      |
| 2008-січ. 2009         | «Закарпаття»           | 1Л (ІІ)                | 14        | 2         | КУ                 | 0                  | 0                  | —                    | —                    | —                    | —             | —             | —             | 14     | 2      |
| Усього за «Закарпаття» | Усього за «Закарпаття» | Усього за «Закарпаття» | 23        | 3         |                    | 0                  | 0                  |                      |                      |                      |               |               |               | 23     | 3      |
| січ.-чер. 2009         | «Беса»                 | С                      | 0         | 0         | КА                 | 0                  | 0                  | —                    | —                    | —                    | —             | —             | —             | 0      | 0      |
| Усього за «Бесу»       | Усього за «Бесу»       | Усього за «Бесу»       | 14+       | 4+        |                    | 0                  | 0                  |                      | 2                    | 0                    |               |               |               | 16+    | 4+     |
| 2009-січ. 2010         | «Скендербеу»           | С                      | 11        | 0         | КА                 | 0                  | 0                  | —                    | —                    | —                    | —             | —             | —             | 11     | 0      |
| січ.-чер. 2010         | «Влазнія»              | С                      | 13        | 2         | КА                 | 5                  | 1                  | —                    | —                    | —                    | —             | —             | —             | 18     | 3      |
| 2010-січ. 2011         | «Влазнія»              | С                      | 3         | 0         | КА                 | 0                  | 0                  | —                    | —                    | —                    | —             | —             | —             | 3      | 0      |
| січ.-чер. 2011         | «Теута»                | С                      | 14        | 0         | КА                 | 0                  | 0                  | —                    | —                    | —                    | —             | —             | —             | 14     | 0      |
| 2011-січ. 2012         | «Динамо» (Тирана)      | С                      | 6         | 0         | КА                 | 1                  | 0                  | —                    | —                    | —                    | —             | —             | —             | 7      | 0      |
| січ.-чер. 2012         | «Влазнія»              | С                      | 11        | 1         | КА                 | 3                  | 0                  | ЛЄ                   | 0                    | 0                    | —             | —             | —             | 14     | 1      |
| 2012-13                | «Влазнія»              | С                      | 5         | 0         | КА                 | 2                  | 0                  | —                    | —                    | —                    | —             | —             | —             | 7      | 0      |
| 2013-14                | «Влазнія»              | С                      | 17        | 0         | КА                 | 5                  | 1                  | —                    | —                    | —                    | —             | —             | —             | 22     | 1      |
| 2014-15                | «Влазнія»              | С                      | 0         | 0         | КА                 | 2                  | 1                  | —                    | —                    | —                    | —             | —             | —             | 2      | 1      |
| Усього за «Влазнію»    | Усього за «Влазнію»    | Усього за «Влазнію»    | 56+       | 3+        |                    | 18                 | 4                  |                      | 0                    | 0                    |               |               |               | 74+    | 7+     |
| Усього за кар'єру      | Усього за кар'єру      | Усього за кар'єру      | 124+      | 6+        |                    | 19                 | 4                  |                      | 2                    | 0                    |               |               |               | 145+   | 10+    |